# Fjodor Jemeljanenko
Fjodor Vladimirovitj Jemeljanenko, (ryska: Фëдор Владимирович Емельяненко, engelska: Fedor Vladimirovich Emelianenko eller Fyodor Vladimirovich Yemelianenko), född 28 september 1976, är en rysk utövare av mixed martial arts, sambo och judo.
Jemeljanenko är den sista tungviktsmästaren i numer nedlagda Pride fighting Championships och den första, enda och nuvarande tungviktsmästaren i WAMMA efter seger i galan Affliction: Banned 19 juli 2008. Jemeljanenko gick obesegrad i nästan ett helt decennium, och anses idag av många analytiker, fighters och experter vara den bästa mixed martial arts-utövaren genom tiderna.

## Karriär

### Kampsportsbakgrund
Jemeljanenko började träna sambo och judo i ung ålder. Först under Vasilij Ivanovitj Gavrilov och sedan under sin nuvarande tränare, Vladimir Michailovitj Voronov. 1997 erhöll han graden Master of Sports i sambo och blev då också en del av det ryska landslaget i samma sport. 1998 tog han brons i ryska judomästerskapen. 
År 2000 började han komplettera sin sambo- och judoträning med boxning och senare samma år inleddes hans MMA-karriär.

### RINGS
Jemeljanenko vann sina första fyra matcher i organisationen RINGS. Bland annat besegrade han den meriterade brasilianen Ricardo Arona. I den femte matchen förlorade han kontroversiellt mot japanen Tsuyoshi Kohsaka. Bilder från matchen visar att Kohsaka träffade Jemeljanenko med en oskyddad armbåge, en teknik som inte var tillåten under nämnda tävling, och ett jack slogs upp i Jemeljanenko panna. Då tävlingen var en utslagsturnering och Jemeljanenko enligt läkarnas inrådan inte kunde fortsätta tävla, tilldömdes Kohsaka segern. Jemeljanenko fortsatte att tävla i RINGS och vann sina följande sex matcher innan han gick vidare till organisationen PRIDE.

### PRIDE fighting Championships
Efter sina framgångar i RINGS fick Jemeljanenko chansen i den större organisationen PRIDE. Debuten skedde i PRIDE 21 i juni 2002 mot Semmy Schilt från Holland. Jemeljanenko besegrade den 212 cm långa holländaren via ett enhälligt domarbeslut. Hans nästa match blev mot den meriterade amerikanen Heath Herring i en match för att gallra fram nästa tungviktsutmanare i PRIDE-organisationen. Jemeljanenko besegrade Herring efter första ronden sedan tävlingsläkaren brutit matchen. I och med denna segern fick Jemeljanenko chansen att gå en match om tungviktsbältet mot den regerande mästaren, brasilianen Antonio Rodrigo Nogueira.
Matchen gick av stapeln i mars 2003 och slutade med vinst för Jemeljanenko via enhälligt domarbeslut. Jemeljanenko kom sedan att försvara sin tungviktstitel inte mindre än 13 gånger inom PRIDE-organisationen innan nämnda organisation köptes upp av Zuffa, ägargruppen bakom Ultimate Fighting Championship, och därmed i praktiken upphörde att existera. Sin sista match i PRIDE gick Jemeljanenko 31 december 2006 då han försvarade titeln för sista gången mot australiensaren Mark Hunt. Innan dess hade han besegrat namn som Mark Coleman, Kevin Randleman, Mirko "Crocop" Filipović, Gary Goodridge och fått revansch mot den enda som besegrat honom - Tsuyoshi Kohsaka.

### Efter PRIDE
I april 2007 arrangerades galan BodogFight och Jemeljanenko, som fortfarande hade kontrakt med PRIDE, tilläts trots detta att ställa upp i en match mot Matt Lindland. Matchen vanns av Jemeljanenko via ett armlås i den första ronden. 
Efter att PRIDE-organisationen gått i graven förhandlade Jemeljanenko med UFC om en fortsatt karriär där. Rykten har kommit och gått om Jemeljanenkos debut i den amerikanska organisationen och UFC-presidenten Dana White uttalade sig i samband med UFC 76 om att han trodde att Jemeljanenko skulle skriva på för UFC i slutet av 2007 eller början av 2008. Förhandlingarna havererade dock och i oktober 2007 skrev Jemeljanenko istället ett öppet kontrakt med M-1 Global.
Den 19 juli 2008 deltog Jemeljanenko på galan Affliction: Banned och mötte amerikanen Tim Sylvia i en match om bältet i den nya organisationen WAMMA - World Alliance of Mixed Martial Arts. Jemeljanenko vann matchen 36 sekunder in i första ronden efter att först ha slagit amerikanen till marken och därefter strypt ut honom. Afflictions andra gala hölls den 24 januari 2009 och Jemeljanenko försvarade sin WAMMA-titel genom att besegra Andrej Arloŭski på knockout efter 3:14 av första ronden.

## Titlar

### MMA
- "RINGS King of Kings Heavyweight Tournament Champion" (2001)
- "RINGS World Absolute Class Tournament Champion" (2001)
- "PRIDE FC Heavyweight Champion" (16 mars 2003) (regerande mästare)
- "PRIDE FC Heavyweight Grand Prix Tournament Champion" (2004)
- "WAMMA World heavyweight Champion" (2008)

### Sambo
- Rysk mästare Combat Sambo (Moskvamästerskapen, 2002)
- Världsmästare Combat Sambo (tungvikt) (Grekland, 2002)
- Världsmästare Combat Sambo (Panama, 2002)
- Världsmästare Combat Sambo (2005)

### Judo
- "Moscow International Tournament". 100 kg, tredje plats (24 januari 1999)
- "A-Tournament Sofia". 100 kg, tredje plats (7 februari 1999)
- Ryska mästerskapen. Tredje plats (Kstovo, 5 december 1999)
- "Dutch Grand Prix Rotterdam". 100 kg, sjunde plats (1 april 2000)

## Familj
Jemeljanenko har ett ukrainskt efternamn och är född i den östukrainska staden Luhansk, men uppvuxen i Staryj Oskol, Ryssland. Hans mor är lärarinna och hans far arbetar inom stålindustrin. Han är näst äldst i en syskonskara på fyra barn. Han har en äldre syster och två yngre bröder. Den äldre av hans småbröder, Aleksandr Jemeljanenko har också en framgångsrik karriär inom MMA och Ivan, den yngste brodern, tränar på en lägre nivå inom samma sport. Jemeljanenko är idag gift och har två barn, varav ett från ett tidigare äktenskap.